# 世界 (塔羅牌)

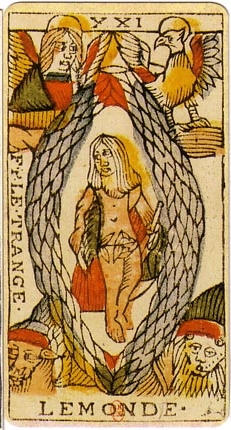
馬賽塔羅牌中的「世界」

世界（英語：The World, 法語：Le Monde），是1枚從屬於塔羅牌大阿爾克那的卡牌。亦包含有宇宙之涵義。
「世界」的卡牌編號為21號，排在其之前的卡牌是「20 審判」。在早期的塔羅牌马赛塔罗牌中，會把沒有卡牌編號的「愚者」編為22號卡牌置於「世界」之後，但亦有反過來把「世界」編為22號、把「愚者」編為21號的塔羅牌體系存在。

## 牌義
正位牌義
成就、完成、完全、總和、達成、完滿、攻略、優勝、完美、祝福、大功告成、完全稱霸、完全勝利、無比正確、永遠不滅。
逆位牌義
衰退、墮落、低迷、未完成、臨界點、調和失衡。
亞瑟·愛德華·偉特在其所著的《塔羅牌的圖畫鑰匙》中，把「世界」的牌義解釋為「完成、既定的成功、旅行」。

## 與卡巴拉的聯繫
希伯來文字為Tav（ת‬）‬，但眾說紛紜。據黃金黎明協會的說法，其關聯是自王國和基礎兩個質點的結合而來。

## 與占星術的聯繫
有以下等諸多說法。
- 星座：金牛宮說、巨蟹宮說、獅子宮說、天蝎宫說、雙魚宮說
- 天體：太阳說、木星說、土星說、海王星說、太陽與木星說
- 亦有對應黃道十二宮全體星座、對應四元素中的「土」元素等說法

## 大眾文化
- 輕小說《不正經的魔術講師與禁忌教典》中為瑟莉卡·阿爾佛聶亞擔任帝國宮廷魔導士團特務分室的執行官時的代號。
- 日本漫画《JoJo的奇妙冒險 第三部 星塵鬥士》角色迪奧·布蘭度的替身「世界」的名稱由來。
- 角色扮演遊戲《女神異聞錄4》中，P4主角控制的人格面具伊邪那岐大神所属秘仪。